# Untergraben (Radevormwald)
Untergraben ist eine Hofschaft in Radevormwald im Oberbergischen Kreis im nordrhein-westfälischen Regierungsbezirk Köln in Deutschland.

## Lage und Beschreibung
Untergraben liegt im Südosten des Radevormwalder Stadtgebietes in der Nähe der Stadtgrenze zu Halver und Wipperfürth im Tal der Bever. Die Nachbarorte sind Buschsiepen, Obergraben, Schwelmersiepen und Kottmannshausen.
Der Ort ist auf Radevormwalder Stadtgebiet über die Bundesstraße 229 zu erreichen. Ab der Ortschaft Eich führt eine Straße über Hahnenberg, Weyer und Buschsiepen nach Obergraben.
Östlich des Ortes mündet der Buschsiepen und der Schwelmersiepen in die Bever.

## Geschichte
In einer Flurkarte aus dem Jahre 1828 ist ein Gebäudegrundriss eines einzelnen Gehöfts eingezeichnet. Der Örtlichkeit wird darin mit „Unterste Graben“ bezeichnet.
Frühmittelalterlichen Ursprungs ist die von „Auf der Bever“ nach Untergraben verlaufende Straße. Sie gehörte zu einem von Hohenplanken über Obergraben und Kottmannshausen bis nach Hückeswagen führenden Weg.

## Wanderwege
Ein mit dem Wanderzeichen A2 gekennzeichneter Rundweg führt unmittelbar an Untergraben vorbei. Der etwa 5 km lange Weg wird vom Sauerländischen Gebirgsverein ausgeschildert und hat seinen Ausgangs- und Zielpunkt am Wanderparkplatz des in 2,5 km Entfernung liegenden Dorfes Wipperfürth-Egen.